# Tháp Chiên Đàn

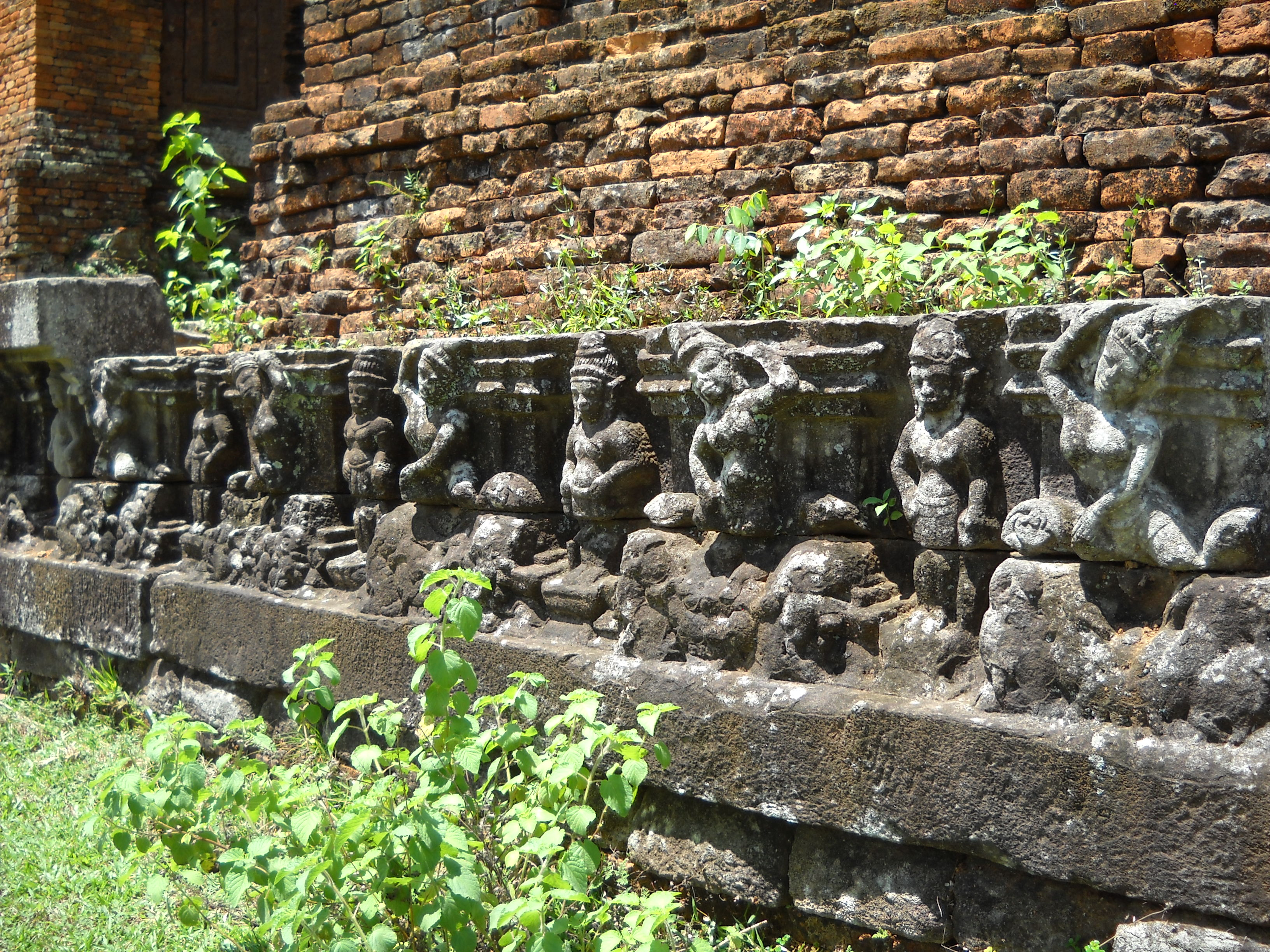
Phù điêu tại chân tháp, miêu tả sinh động về sử thi Ramayana.

Tháp Chiên Đàn là một trong những ngôi tháp cổ của Champa, hiện còn tồn tại ở làng Chiên Đàn, xã Tam An, huyện Phú Ninh, Quảng Nam.

## Hiện trạng
Tháp Chiên Đàn hiện có cả một khu tháp gồm ba ngôi tháp khá lớn, tuy nhiên chỉ còn ngôi tháp Trung tâm là còn khá nguyên vẹn và còn giữ được hình thù của một ngôi tháp còn nguyên phần thân và một tầng phía trên, còn hai ngôi tháp còn lại, tháp Nam và tháp Bắc đã mất hoàn toàn các tầng phía trên, chỉ còn lại phần thân tháp
Cả ba ngôi tháp cùng đứng song song, sát cạnh nhau trên một hàng theo trục bắc - nam và cùng hướng mặt về phía đông. Cả ba ngôi tháp đều thuộc loại tháp chăm truyền thống: tháp vuông có các tầng mái, và rất giống nhau về hình dáng, cấu trúc, trang trí. Tuy vậy kích thước của ba tháp khác nhau, tháp phía Nam lớn nhất, rồi đến tháp Trung tâm rồi tới tháp Bắc

## Kiến trúc
Các tháp Chiên Đàn có dáng vẻ trang nhã và cổ điển như các ngôi tháp tiêu biểu của phong cách Mỹ Sơn A1, được đánh giá là phong cách đẹp nhất của nghệ thuật kiến trúc cổ Chăm Pa, gần tương tự như các tháp Khương Mỹ, tháp Mỹ Sơn A1...
Thân tháp dong dỏng cao, các tầng phía trên tỷ lệ cân đối và hài hòa, các khối dọc của các cột ốp nhô ra vừa phải đủ để tạo ra những đường nét vừa kín đáo vừa trang nhã, các vòm cửa giả không bè ra mà co lại rồi vuốt nhọn lên phía trên như hình mũi giáo
Mặc dù tháp Chiên Đàn mang ảnh hưởng của phong cách Mỹ Sơn A1, nhưng các yếu tố điển hình của phong cách này đã bắt đầu mờ nhạt dần, chỉ có tháp Nam còn giống bởi các đường kẻ hở của cột ốp chạy từ chân lên tới hết phần đầu cột, còn tháp Trung tâm và tháp Bắc kẻ hở chỉ nằm gọn trong phần thân của cột ốp, ngoài ra vòm của giả và cửa ra vào tháp đã co lại và nhô cao như hình mũi giáo
Dựa vào các yếu tố kiến trúc và điêu khắc trên, các nhà nghiên cứu đã xếp tháp Chiên Đàn vào nhóm tháp thuộc phong cách chuyển tiếp giữa phong cách Mỹ Sơn A1 và phong cách Bình Định

## Lịch sử
Tháp được xây dựng vào cuối thế kỷ 10 đến đầu thế kỷ 11, trong thời kỳ Champa chuyển kinh đô từ Quảng Nam về Bình Định, dưới thời vua Yan Pu Ku Vijaya